# Cauroy
 Cauroy  es una población y comuna francesa, en la región de Champaña-Ardenas, departamento de Ardenas, en el distrito de Vouziers y cantón de Machault.
Está integrada en la Communauté de communes de l'Argonne Ardennaise.

## Demografía
| 217 | 195 | 201 | 234 | 305 | 299 | 284 | 284 | lac. | lac. | 297 | 269 | 246 | 234 | 236 | 230 | 257 | 214 | 196 | 190 | 183 | 182 | 171 | 179 | 199 | 203 | 187 | 180 | 178 | 180 | 244 | 194 | 198 | 196 |
| Para los censos de 1962 a 1999 la población legal corresponde a la población sin duplicidades (Fuente: INSEE [Consultar]) |     |     |     |     |     |     |     |      |      |     |     |     |     |     |     |     |     |     |     |     |     |     |     |     |     |     |     |     |     |     |     |     |     |